# Justo Fernández
Justo Fernández Rodríguez (Los Llanos de Aridane, 30 de agosto de 1936 – Santa Cruz de Tenerife, 24 de mayo de 2012) fue un empleado bancario, sindicalista, socialista y comentarista político español.

## Biografía
Con 16 años empezó a trabajar en el Banco Hispano Americano. Solo unos meses después fue elegido enlace sindical, desarrollando una labor de reclamaciones y denuncias. 
En septiembre de 1966, se presentó en solitario a las elecciones sindicales, al margen tanto de las candidaturas empresariales, del oficialismo vertical o de las organizaciones opositoras al régimen franquista. Dirigió una carta a todos los trabajadores prometiendo luchar contra los abusos de los jefes y de la dirección del Banco. Contra todo pronóstico, tuvo el mayor respaldo representativo de toda España. Desde entonces inició una labor en pro de la organización de los trabajadores del sector financiero, incorporándolos a la lucha obrera contra la dictadura y sus estructuras políticas y sindicales; lo que le acarreó varios expedientes, seis detenciones, dos procesamientos y la desposesión de los cargos sindicales.
En 1972, tras conocer al socialista Pablo Castellano, se afilió al PSOE y a la UGT. Ese mismo año fue elegido secretario general de la Federación de Banca, Bolsa, Crédito y Ahorro de la Unión General de Trabajadores. Asistió al Congreso de Suresnes (1974) como portavoz de la delegación madrileña, donde, al igual que los demás representantes de la Agrupación Socialista Madrileña, votó contra la candidatura de Felipe González a primer secretario del partido.
Reelegido en su puesto de secretario de la Federación de Banca durante cinco congresos, en 1989, voluntariamente, convocó un congreso extraordinario para retirarse de la actividad sindical y regresar a Canarias.
En 1984 comenzó como comentarista político en Antena 3 Radio, y a partir de 1989 en Antena 3 Televisión, en sendos programas del periodista Antonio Herrero. Más tarde, en la COPE, sería tertuliano del programa La Mañana, también dirigido por Herrero.
Entre 1996 y 1998, en la COPE, realizó el programa Fuego Cruzado. Asimismo fue columnista de opinión en distintos diarios madrileños y canarios.
Entre 2003 y 2008 realizó el espacio Denuncia Pública en Canal 8, una televisión local tinerfeña; anteriormente había colaborado en El Escáner, un programa de debate en la cadena Canal 7. En sus últimos años dirigió el programa Las Pirañas en Radio San Borondón.

## Obras

### Publicaciones
- 2005, Fernández, Justo: La corrupción en Canarias. Centro de la Cultura Popular Canaria. ISBN 978-84-7926-511-3
- 2007, Fernández, Justo: Canarias, el paraíso expoliado. Centro de la Cultura Popular Canaria. ISBN 978-84-7926-551-9

### Artículos
- Las negociaciones del convenio de la banca. (1979)
- Gracias, diputado. (1981)
- Oportunismo y referencia política (1989)
- Aniversario, la COPE y el 1 de mayo (2008)